# Rustia thibaudioides
Rustia thibaudioides là một loài thực vật có hoa trong họ Thiến thảo. Loài này được (H.Karst.) Delprete miêu tả khoa học đầu tiên năm 1999.